# BP
Die BP p.l.c., ehemals British Petroleum, ist ein international tätiges, britisches Mineralölunternehmen mit Hauptsitz in London. Weltweit erwirtschaftete BP im Jahr 2012 einen Konzernumsatz von 396 Milliarden US-Dollar und beschäftigte 2019 70.100 Menschen. Weltweit verfügt das Unternehmen über nachgewiesene Reserven in Höhe von 17,0 Mrd. Barrel Öläquivalent. Das Unternehmen besitzt rund 20.700 Tankstellen und bedient täglich 13 Millionen Kunden. Aufgrund einer Ölkatastrophe – ausgelöst am 20. April 2010 von der BP-betriebenen Bohrplattform Deepwater Horizon im Golf von Mexiko – wurde das Unternehmen 2015 von der US-amerikanischen Umweltschutzbehörde USEPA zur Rekordstrafzahlung in Höhe von 20,8 Mrd. US-Dollar verurteilt. Eine Untersuchung aus dem Jahr 2019 ergab, dass BP mit einem Ausstoß von 34,02 Milliarden Tonnen CO2-Äquivalent seit 1965 das Unternehmen mit dem weltweit sechsthöchsten Ausstoß in diesem Zeitraum war.
Mit einem Umsatz von 248,1 Mrd. US-Dollar (USD), bei einem Gewinn von 25,9 Mrd. USD, steht BP laut den Forbes Global 2000 auf Platz 28 der weltgrößten Unternehmen (Stand: 2023). BP kam Anfang 2023 auf eine Marktkapitalisierung von ca. 108 Mrd. USD.

## Aufsichtsratsvorsitz und Unternehmensführung

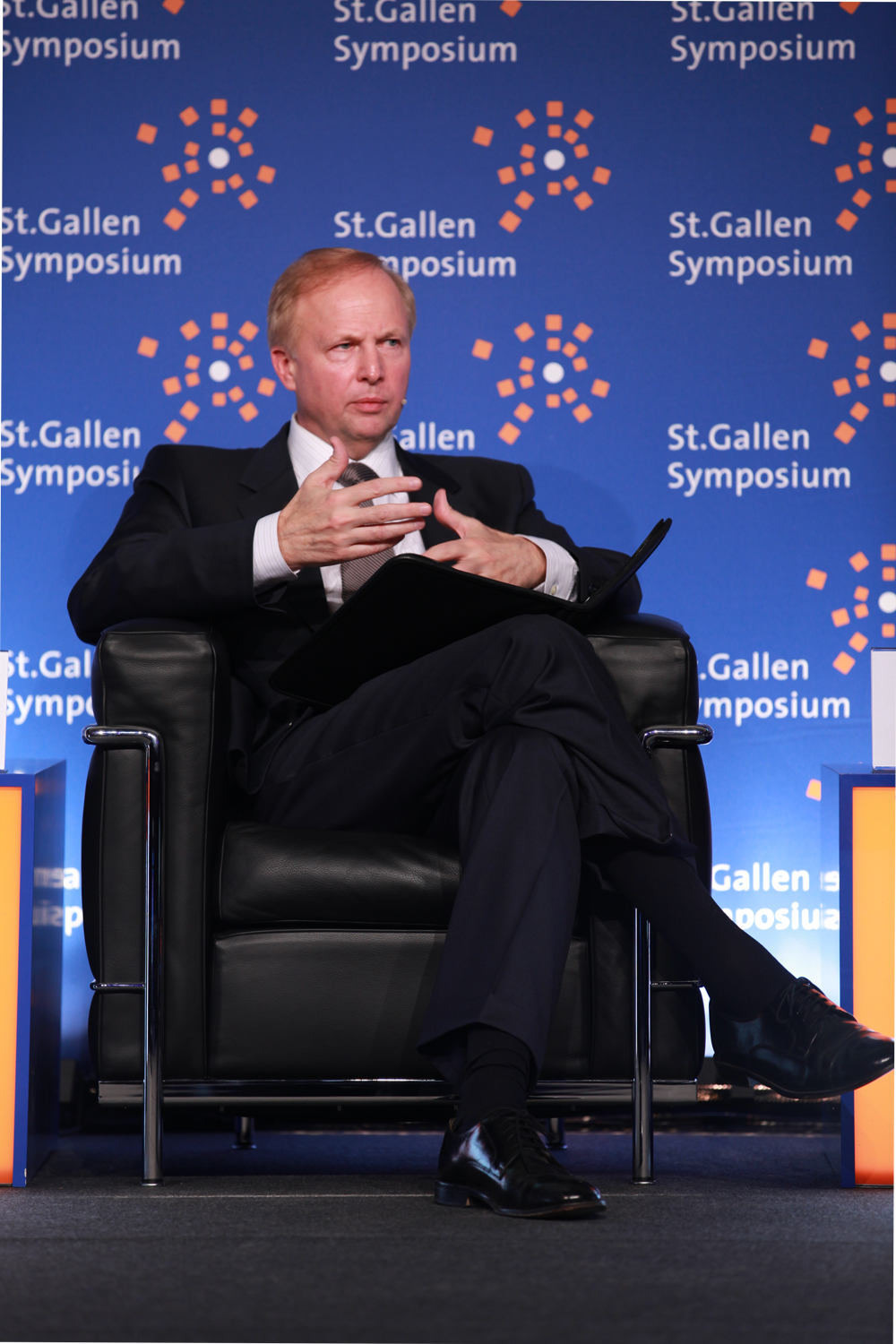
Bob Dudley, CEO von 2010 bis 2020

Ab 1990 bis 1992 war Robert B. Horton in Personalunion Vorstandsvorsitzender (CEO) und Aufsichtsratsvorsitzender (Chairman) der BP. Der zuvor nichtgeschäftsführende BP-Direktor John Baring hatte zwischen 1992 und 1995 das Amt des Chairman inne. Zum 1. Juli 1995 übernahm David Simon den Stuhl. Sein Nachfolger im Juni 1997 wurde Peter D. Sutherland, welcher zum Januar 2010 durch Carl-Henric Svanberg abgelöst wurde.
Dem Vorstandsvorsitzenden Robert B. Horton (1939–2011) folgte 1992 bis 1995 David Simon, der von John Browne abgelöst wurde. Browne legte sein Amt am 1. Mai 2007 nieder, nachdem er einen Prozess gegen die Presse verloren hatte, die Informationen über sein Privatleben offengelegt hatte. Ursprünglich war sein Weggang für Juli 2007 geplant. Durch den Rücktritt musste Browne auf einen Bonus von 3,5 Millionen Pfund verzichten. Sein Nachfolger Tony Hayward wurde mit sofortiger Wirkung zum neuen CEO ernannt. Nach der Ölkatastrophe durch Deepwater Horizon im April 2010 übernahm dann im Oktober 2010 der frühere Chef des britisch-russischen Ölkonzerns TNK-BP und 2008 aus Moskau geflüchtete Bob Dudley den Vorstandsvorsitz. Seit Februar 2020 bis September 2023 war der Ire Bernard Looney CEO. Vorsitzender des Board of Directors (Chairman) ist seit Januar 2019 Helge Lund.

## Firmenname BP und grundlegende Logoänderung 2002

Historisches BP-Logo

BP-Logo ab 2002

BP ist eine der kürzesten und wertvollsten Marken der Welt.
Allein das Firmenlogo wird auf 211 Mio. USD taxiert. Die zwei Buchstaben weisen offensichtlich auf den Firmennamen „British Petroleum“ hin. Mit leichten Abänderungen, zuletzt durch Raymond Loewy, trug BP das Zeichen seit den 1920er Jahren. 2002 wurde das grüne Wappenschild mit gelben Großbuchstaben von Landor Associates durch eine stilisierte gelbe Sonne mit grüner Korona – an eine Sonnenblume erinnernd – ersetzt und im Außenbereich, auf 1 Uhr, die nun Kleinbuchstaben „bp“ platziert. Es soll sich laut Unternehmensangaben um ein Helios-Logo handeln und künftige Energie in ihren verschiedenen Formen symbolisieren. Auch startete das Unternehmen den Versuch, „British Petroleum“ für neue Motti umzulabeln. In einer begleitenden Pressemitteilung ließ die Gruppe zu erfolgten Änderungen verlauten, den Namen BP wegen ihrer Anerkennung in der ganzen Welt behalten zu wollen, auch da die Buchstaben „bp“ künftig für folgende Bestrebungen des „neuen Unternehmens“ stehen sollen: „better people“ (bessere Menschen), „better products“ (bessere Produkte), „big picture“ (großes Bild), „beyond petroleum“ (jenseits von Erdöl). BP verwendete zunächst dieses neue Logo auch an ihren eigenen BP-Tankstellen in Deutschland, welche jedoch dann 2002 nach der BP-Übernahme der Veba-Oel AG – und damit auch deren Tankstellentochter Aral – durch das Aral-Logo komplett ersetzt wurden.

## Geschichte

### International
Die Geschichte der British Petroleum Company beginnt in Deutschland. 1904 wurde in Berlin die Deutsche Petroleum-Aktiengesellschaft (DPAG) gegründet, die 1906 in die Europäische Petroleum-Union (EPU) überging. Diese gründete 1906 für den Vertrieb ihrer Produkte in Großbritannien eine Tochtergesellschaft namens British Petroleum Company. Damit wurde die Abkürzung BP zum Markennamen für die Vermarktung der Ölprodukte des Unternehmens.
Nach der Beschlagnahmung der in deutschem Eigentum befindlichen British Petroleum Company durch die britische Regierung bei Ausbruch des Ersten Weltkriegs wurde diese Firma 1917 in das Eigentum der Anglo-Persian Oil Company überführt. Die Anglo-Persian Oil Company (APOC) war 1909 gegründet worden, nachdem Bohrungen im Iran auf der Basis einer von William Knox D’Arcy erworbenen Förderkonzession auf Öl gestoßen waren. 1914 erwarb auf Betreiben von Winston Churchill die britische Regierung für zwei Millionen Pfund die Mehrheit an der APOC, um das Unternehmen finanziell abzusichern. Ferner wurde mit der APOC ein langfristiger Liefervertrag zur Versorgung der britischen Flotte geschlossen.

Struktur der Großkonzerne in der Erdölbranche

1935 wurde die Anglo-Persian Oil Company nach dem Abschluss eines neuen Konzessionsvertrages mit dem Iran in Anglo-Iranian Oil Company (AIOC) umbenannt. Mehrheitseigentümer der AIOC blieb weiterhin der britische Staat. Nachdem im März 1953 die Anlagen der AIOC im Iran durch einen Beschluss des iranischen Parlaments verstaatlicht worden waren, organisierte die CIA den Sturz Mossadeqs und die Rückkehr von Mohammad Reza Pahlavi. Danach wurden die außerhalb Irans gelegenen im britischen Eigentum verbliebenen Firmenanteile zusammen mit den durch die neuen iranischen Machthaber retournierten Anteile in British Petroleum Company umbenannt.

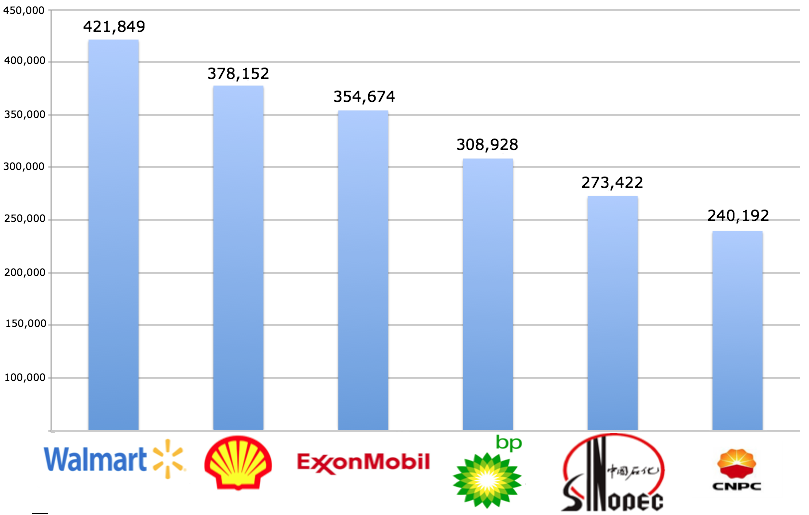
Größte Unternehmen der Welt nach Umsatz (2012)

1998 eroberte BP den US-amerikanischen Markt, fusionierte mit American Oil Company (Amoco) zunächst zur BP Amoco, firmierte jedoch dann auf BP um.
2000: Nach weiteren Zusammenschlüssen, unter anderem mit dem Schmierstoffspezialisten Burmah Castrol, wechselte das Unternehmen, das inzwischen zu einem weltweit führenden Energieunternehmen aufgestiegen war, seine Außendarstellung in „bp“. Als neues Marken-Logo wählte das Unternehmen das Helios-Zeichen.
Im März 2010 kaufte BP für sieben Milliarden US-Dollar von Devon Energy Ölfelder in Brasilien, Mexiko und in Aserbaidschan. Damit verschaffte sich BP einen Platz in einer Region, in der die letzten großen Ölfunde der vergangenen zehn Jahre gemacht wurden, wie zum Beispiel das Ölfeld Tupi mit einer erwarteten Kapazität von fünf bis acht Milliarden Barrel Öl.
Im Oktober 2010 verkaufte BP in zahlreichen afrikanischen Ländern das Geschäft komplett oder teilweise an die in Genf sitzende Puma Energy, ein Gemeinschaftsunternehmen der Trafigura und Sonangol Holdings.
Im Geschäftsjahr 2015 verzeichnete der BP-Konzern wegen eines weltweiten Öl-Überangebots und Preisverfalls den größten Jahresverlust seiner Firmengeschichte in Höhe von 6,5 Mrd. USD (sechs Mrd. Euro).
Im Jahr 2020 setzte sich der Konzern von allen großen Öl- und Gasförderunternehmen die ehrgeizigsten Ziele beim Einstieg in die erneuerbaren Energien. Die Förderung von Öl und Gas sollte bis zum Jahr 2030 um 40 Prozent zurückgefahren werden, und im Gegenzug plante BP umfangreiche Investitionen in erneuerbare Energien. Nachdem BP aufgrund der nach dem russischen Überfall auf die Ukraine in die Höhe geschnellten Energiepreise im Jahr 2022 einen Rekordgewinn von 27,7 Milliarden US$ erzielt hatte, ruderte die Konzernführung wieder zurück und erklärte, eine Reduktion um 20 bis 30 Prozent bis zum Jahr 2030 anzustreben.
Nach einem Gewinnrückgang in den Jahren 2023 und 2024 kündigte BP im Februar 2025 Investitionssteigerungen von 20 Prozent auf 10 Milliarden US$ in den Öl- und Gassektor an und Investitionskürzungen von mehr als 5 Milliarden US$ bei den erneuerbaren Energien. Bereits zuvor war berichtet worden, dass der Konzern unter Führung von CEO Auchincloss das Ziel, die Stromerzeugung aus erneuerbaren Energien bis 2030 um das 20-fache zu steigern, aufgeben wolle. Kerngeschäft sollen wieder fossile Brennstoffe sein.

### Fusion zur BP Europa SE ab 2010
Am 30. April 2010 fusionierten die einzelnen Ländergesellschaften in Deutschland (Deutsche BP AG), Österreich, Niederlande, Belgien und Polen zur BP Europa SE (Europäische Aktiengesellschaft). Die Verschmelzung erfolgt rückwirkend zum 1. Januar 2010. Im Mai 2011 ist auch die BP (Switzerland) in die BP Europa SE integriert worden. Der Firmensitz der neuen SE ist Hamburg mit 270 Mitarbeitern (Stand: Sommer 2013) im Überseequartier der HafenCity. Die Hauptverwaltung mit rund 1.000 Mitarbeitern (Stand: 2014) befindet sich in Bochum am ursprünglichen Sitz der Aral, von wo aus auch das Tankstellen- und Raffineriegeschäft für Deutschland, Belgien, Luxemburg, Niederlande, Österreich, Polen und Schweiz gesteuert wird.
Vorstandsvorsitzender der BP Europa SE war u. a. von Januar 2017 bis November 2022 Wolfgang Langhoff, der damit Michael Schmidt ablöste. Seit Dezember 2022 ist Patrick Wendeler neuer Vorstandsvorsitzender der BP Europa SE. Dem Vorstand gehören zudem an: Inga Dransfeld-Haase (Arbeit und Soziales), Hildegard Bison (Recht), René Jansen (Finanzen) und Arno Appel (Produktion).
Am 16. Februar 2023 wurde bekannt gegeben, dass BP Products North America Inc., eine Tochtergesellschaft von BP, eine Vereinbarung abgeschlossen hat, TravelCenters of America für 1,3 Mrd. Dollar zu erwerben.

### Deutschland

BP-Produktmarkenzeichen (bis 1922)

OLEX-Markenzeichen mit BP und schildförmiger Umrandung, Mitte der 1930er Jahre

BP-Produktmarkenzeichen (1946–1958)

Die spätere Deutsche BP AG hat ihre Wurzeln in zwei Unternehmen, die beide im Jahr 1904 gegründet wurden: in Wien wurde am 1. Juli 1904 die Aktiengesellschaft für österreichische und ungarische Mineralölprodukte (OLEX) gegründet, in Berlin nahm die Deutsche Petroleum-Aktiengesellschaft (DPAG) ihre Geschäfte auf.
1906 fusionierte die DPAG mit diversen anderen Unternehmen zur Europäischen Petroleum-Union (EPU). Die EPU gründete in Großbritannien eine Verkaufsgesellschaft mit dem Namen British Petroleum Company.
1926 wuchsen die historischen Wurzeln in Berlin zu einem Unternehmen zusammen. Aus OLEX und EPU wurde die OLEX Deutsche Petroleum-Verkaufsgesellschaft mbH.

#### BP in Deutschland nach 1945
Nach dem Zweiten Weltkrieg folgte eine Neustrukturierung der OLEX. Der Firmensitz verlagerte sich von Berlin nach Hamburg. Im Jahr 1950, nach weiteren Fusionen, gab sich das Ölunternehmen den Namen BP Benzin- und Petroleum-Gesellschaft mbH. Um die Firmenfarben Gelb-Grün auch in Deutschland nutzen zu können (für das gelb-grüne BP-Logo), kam die Muttergesellschaft Anglo-Iranian Oil Company mit der Wintershall als Muttergesellschaft der NITAG überein, die bisherigen NITAG-Farben Grün-Gelb aufzugeben. Die anschließende Umsignalisation der NITAG-Tankstellen und aller Fahrzeuge auf die neuen Firmenfarben Gelb-Blau (die bisherigen Farben der Olex/BP) wurde durch die Anglo-Iranian Oil Company bezahlt. 1957 wurde die GmbH in die BP Benzin und Petroleum Aktiengesellschaft umgewandelt.

#### BP in Deutschland 70er bis 90er Jahre
Um der Stellung der deutschen BP innerhalb der weltweit tätigen BP-Gruppe Rechnung zu tragen, erfolgte 1974 die Umbenennung in Deutsche BP Aktiengesellschaft. Der Name besitzt auch heute noch Gültigkeit.
Zunächst war Albert Hallmann (1971–1975) deren Generaldirektor und Vorstandsvorsitzender für Deutschland, dessen Posten von 1976 bis 1988 Hellmuth Buddenberg innehatte. 1978 schloss die Deutsche BP einen Kooperationsvertrag mit der Veba Oel AG, der 1979 vom damaligen Bundeswirtschaftsminister Otto Graf Lambsdorff genehmigt wurde. Infolgedessen beteiligte sich BP unter anderem zu 25 Prozent an der Ruhrgas AG und übernahm den Brennstoffhandel Stinnes-Stromeyer. BP strebte danach, mit den Stimmrechten der Gelsenberg AG einen beherrschenden Einfluss auf das hochprofitable Erdgasgeschäft der Ruhrgas zu erhalten. Letztlich scheiterte das BP-Vorhaben, weil die übrigen Ruhrgas-Teilhaber im Stimmenpool nicht zum Verkauf ihrer Stimmrechte an BP bereit waren. Gleichzeitig hatte sich BP verpflichtet, Veba bis zum Jahr 2000 jährlich drei Millionen Tonnen Rohöl zu liefern. 2002 übernahm die Deutsche BP AG die Veba-Oel AG und damit auch die Veba-Tochter Aral, zu der auch die 1971 auf die Aral verschmolzene Gasolin AG (heute als Gasolin GmbH) gehört. 2002 bis 2004 war Wilhelm Bonse-Geuking Deutschland-Chef von BP und im Anschluss Uwe Franke bis 2010.

#### BP in Deutschland ab 2010
Im Mai 2010 wurde Franke von Michael Schmidt als Vorstandsvorsitzender der Deutschen BP abgelöst, welche später mit BP Europa SE im Hauptsitz Hamburg verschmolzen wurde. – In Deutschland ist die BP Europa (vor dem 1. Januar 2010 in Deutschland: Deutsche BP AG) mit ihrem inländischen Tankstellennetz bestehend aus rund 2.500 Tankstellen (Stand: Ende 2015) und im Schmierstoffmarkt führend, wobei sie unter den Marken Aral (Tankstellen, Schmierstoffe) und Castrol (Schmierstoffe) auftritt, aber auch freie Tankstellen beliefert. 2011 verbuchte die BP Europa SE in Deutschland einen Jahresumsatz von mehr als 53 Milliarden Euro (knapp 40 Milliarden Euro ohne Energiesteuer). In Deutschland sind etwa 5.000 Menschen bei BP tätig. BP besitzt das zweitgrößte Raffineriesystem in Deutschland (Raffinerie Emsland, BP Gelsenkirchen). Zudem ist Deutschland einer von drei weltweiten BP-Forschungsstandorten. In Bochum forschen 90 Mitarbeiter, beispielsweise an der Entwicklung neuer Kraftstoffe. Ein Entwicklungscenter für Industrieschmierstoffe ist in Mönchengladbach beheimatet. Dort sind ca. 145 Mitarbeiter beschäftigt. In Hamburg erfolgt die Entwicklung von Getriebe- und Achsölen für Kunden auf der ganzen Welt. Zum Jahreswechsel 2016/2017 rückte Wolfgang Langhoff an die Spitze des Vorstands der BP Europa SE.

### Russland und Beteiligung an Rosneft
2011 wurde zwischen BP und dem russischen Staatskonzern Rosneft die Vereinbarung geschlossen, gemeinsam die Öl und Gasvorkommen auf dem russischen Festlandssockel im Nordpolarmeer zu erschließen. Durch den Verkauf von dem Öl-Joint-Venture TNK-BP an Rosneft ist BP seit 2011 mit 19,75 % des Aktienkapitals an dem russischen Öl- und Gaskonzern Rosneft beteiligt. Durch den Rückzug aus TNK-BP ist eine künftig direkte Förderung durch BP in der Arktis ausgeschlossen worden. Im Juni 2015 verkaufte Rosneft 20 % der sibirischen Lagerstätte Srednebotubinskoje, die 20.000 Barrel (1 Barrel= ca. 159 Liter) pro Tag produziert, an BP. Die beiden Unternehmen unterzeichneten außerdem Abkommen zur gemeinsamen Erkundung von zwei Vorkommen in Westsibirien und zur Verdopplung der Beteiligung von Rosneft an vier gemeinsam betriebenen Raffinerien in Deutschland (Ruhr Oel GmbH, Bayernoil, MiRO und PCK Schwedt).
Das 50:50-Joint Venture mit Rosneft bei BP Gelsenkirchen wurde 2015 aufgelöst. Am 27. Februar 2022 kündigte der BP-Chef Bernard Looney an, dass sich der Konzern von seiner Beteiligung an Rosneft zum ersten Quartal 2022 trennen wird und einen Verlust von 25 Milliarden Dollar abschreibt.

### Algerien
Am 16. Januar 2013 entführten malische militante Islamisten neun Ausländer auf einem Ölfeld in In Aménas. Die Angreifer hatten die Gasanlage Tiguentourine des Energiekonzerns, welche gemeinsam mit Statoil sowie dem algerischen Energieunternehmen Sonatrach betrieben wurde, überfallen.

## Weitere BP-Geschäftsfelder

### Erdgas
BP ist weltweit auch in der Exploration und Produktion von Erdgas aktiv. So betreibt das Unternehmen neben eigenen Erdgasfeldern im Golf von Mexiko und Alaska weitere in den Continental United States. Zum Transport bereedert die BP Shipping Ltd. mit der British Partner auch eigene LNG-Tanker.

### Air BP
Unter dem Namen Air BP wird die Produktion und der weltweite Handel von Flugzeugtreibstoffen betrieben.

### BP Chemicals
In den USA betreibt BP drei petrochemische Anlagen mit ca. 1.000 Arbeitern und produzieren eine Reihe von Materialien, die u. a. in Kleidung und Kunststoffgetränkeflaschen oder Plastiktüten eingesetzt werden. U.a. auch in Deutschland verfügt das Unternehmen über petrochemische Produktionsanlagen z. B. bei BP Gelsenkirchen.
Am 29. Juni 2020 verkaufte BP sein Petrochemie-Geschäft für 5 Milliarden Dollar an Ineos.

Das Logo der inzwischen stillgelegten BP Solar

### BP Solar
BP Solar war ein Hersteller von Solarzellen und Photovoltaikanlagenbauer, der zum Jahresende 2011 seine Aktivitäten vollständig einstellte. Begründet wurde dieser Schritt damit, dass sich die Solarindustrie zuletzt in einen Massenmarkt mit niedrigen Margen entwickelte. BP war über 35 Jahre in der Solarenergie tätig und einer der Marktführer.

## Geschäftszahlen
| Jahr | Umsatz in Mrd. US-$ | Bilanzgewinn in Mrd. US-$ | mittlerer Aktienkurs in US-$ | Angestellte |
| ---- | ------------------- | ------------------------- | ---------------------------- | ----------- |
| 2005 | 245,486             | 22,024                    | 25,97                        |             |
| 2006 | 274,316             | 22,313                    | 28,66                        |             |
| 2007 | 291,438             | 20,843                    | 29,55                        |             |
| 2008 | 367,053             | 21,155                    | 26,84                        |             |
| 2009 | 246,138             | 16,578                    | 23,64                        | 80.300      |
| 2010 | 308,928             | −3,721                    | 23,05                        | 79.700      |
| 2011 | 386,216             | 25,210                    | 22,72                        | 83.400      |
| 2012 | 388,074             | 11,015                    | 23,13                        | 85.700      |
| 2013 | 396,217             | 23,451                    | 24,77                        | 83.900      |
| 2014 | 358,678             | 3,778                     | 28,25                        | 84.500      |
| 2015 | 225,982             | −6,484                    | 23,84                        | 79.815      |
| 2016 | 186,606             | 0,114                     | 22,63                        | 74.500      |
| 2017 | 244,582             | 3,388                     | 26,78                        | 69.700      |
| 2018 | 303,738             | 9,382                     | 33,31                        | 73.000      |
| 2019 | 282,616             | 4,025                     | 32,42                        | 70.100      |
| 2020 | 109,078             | −20,306                   | 20,68                        | 68.100      |
| 2021 | 164,195             | 7,563                     | 23,64                        | 65.900      |
| 2022 | 248,891             | −2,488                    | 29,77                        | 67.600      |

## Marken
Das Mineralölunternehmen betreibt seine Geschäfte weltweit unter den vier großen Marken BP, Aral, Castrol und ARCO, hinzu kommt die historische Marke Gasolin.

### Aral
Aral – die Tankstellenmarke von BP in Deutschland – ist mit einem bundesweiten Marktanteil von 22,5 Prozent (bei knapp 2.500 Tankstellen im Jahr 2011) Marktführer.

### Castrol
Durch die Übernahme von Castrol wurde BP zum weltweit führenden Schmierstoffhersteller. Castrol ist in Deutschland die Nummer eins auf dem Markt. Bekannt ist die Marke seit Jahrzehnten wegen ihres intensiven Engagements im Motorsportbereich, so zum Beispiel in der Formel 1 und seit 2019 in der Formel E.

### Gasolin
Aus Gründen des Markenschutzes werden weiterhin zwei Tankstellen unter der eingetragenen Marke Gasolin betrieben. Diese befinden sich in Pasewalk und Ueckermünde.

## Kritik und Umweltkatastrophen

### Prudhoe Bay
BP ist mit einem Anteil von 26 Prozent Betreiber des größten Ölfeldes in Alaska, dem Prudhoe-Bay-Ölfeld. Am 2. März 2006 wurde in der westlichen Prudhoe Bay ein großes Ölleck entdeckt. Bis zu 267.000 Gallonen (eine Million Liter) Öl liefen aus und machten es zum größten Ölausfluss im nördlichen Alaska in der Geschichte. Im August 2006 wurden weitere Ölaustritte bemerkt. Am 6. August 2006 hatte sich BP dazu entschlossen, die Förderung im Prudhoe-Bay-Feld in Alaska auf unbestimmte Zeit einzustellen. Bei ersten Untersuchungen der Leitungen mit Spezialgeräten seien gravierende Korrosionsschäden festgestellt worden. Die Überprüfung der Röhren war behördlich veranlasst worden. BP betonte, dass die Röhren regelmäßig und mit behördlicher Zustimmung und unter Aufsicht überprüft worden seien. Die angewandten Prüfmethoden, Ausspülung der Röhren mit einem chemischen Mittel zum Korrosionsschutz und Ultraschalluntersuchungen, seien in der Rückschau betrachtet nicht ausreichend gewesen. Allerdings hatten bereits 1999 Mitarbeiter von BP die Konzernleitung auf entsprechende Mängel aufmerksam gemacht. 2001 waren die Probleme schon der Umweltbehörde bekannt. Sie wurden jedoch, mutmaßlich durch Einflussnahme von Mitarbeitern des Konzerns, nicht veröffentlicht.
Um das gesamte Leitungsnetz genauer untersuchen zu können, habe sich BP zu einem Produktionsstopp entschlossen. Am 11. August verkündet das Unternehmen, dass die Produktion nach Auswertung neuer Untersuchungsergebnisse im westlichen Teil des Ölfeldes fortgesetzt werden könne. Diese Entscheidung sei in Absprache mit den staatlichen Behörden getroffen worden. Nach Genehmigung durch das US-Verkehrsministerium begann BP Ende September auch wieder mit der Produktion im östlichen Teil des Ölfeldes. Am 29. Oktober 2006 gab BP bekannt, dass die Tagesproduktion mit mehr als 400.000 Barrel wieder den Stand vom 6. August 2006 erreicht habe.

### Raffinerie BP Texas City

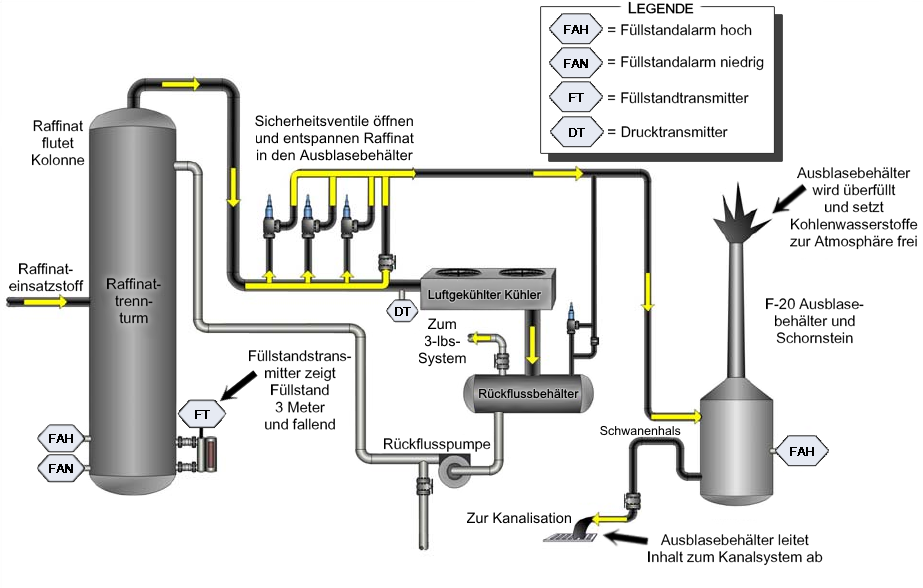
Austritt von Kohlenwasserstoffen über den Rückhaltebehälter

BP Texas City ist die größte Erdölraffinerie des Unternehmens im südöstlich von Houston gelegenen Texas City und produziert auf einer Fläche von 4,85 Quadratkilometern etwa 2,5 Prozent des amerikanischen Treibstoffbedarfs.
Erste Teile der als außerordentlich komplex geltenden Anlage wurden 1934 errichtet, seither wurde mehrfach expandiert und modernisiert. In Besitz von BP gelangte die Raffinerie durch Fusion mit Amoco am 31. Dezember 1998. Auf dem Gelände sind dauerhaft etwa 1800 Arbeiter beschäftigt, durch Vertragsarbeiten befinden sich in Spitzenzeiten bis zu 6000 Arbeiter auf dem Gelände.
In der Raffinerie kam es mehrfach zu schweren Betriebsunfällen, die zwischen 1974 und 2004 zu insgesamt 23 Todesfällen führten. Vorbeugende Sicherheitsverbesserungen seitens BP blieben weiter lückenhaft.
Am 23. März 2005 traten während der Inbetriebnahme einer Isomerisierungseinheit innerhalb weniger Minuten geschätzte 28.700 Liter brennbarer Kohlenwasserstoffe aus einem Rückhaltebehälter aus und führten zu einer Explosion, bei der 15 Arbeiter getötet und 180 verletzt wurden. Der finanzielle Schaden betrug mehr als 1,5 Milliarden US-Dollar.
Zu dem Unfall trugen maßgeblich Bedienerfehler, veraltete Ausrüstung und Designfehler der Kontrollinstrumente bei – so wurde ein Abscheiderturm über mehrere Stunden hinweg bei geschlossenem Pegelkontrollventil betrieben, während dem Bediener normale Werte für Turmpegel und Ventildurchfluss angezeigt wurden. Die schließlich überfließende Flüssigkeit gelangte in einen veralteten und bekannt unsicheren Rückhaltebehälter, trat dort in einer Fontäne aus und entzündete sich außerhalb. Die anschließende Explosion zerstörte unter anderem mehrere Büro-Trailer neben dem Behälter, in denen sich die Todesopfer befanden. BP änderte nach dem Unfall die Richtlinien für die Platzierung solcher Trailer.
Die nachfolgenden Untersuchungsberichte des U.S. Chemical Safety and Hazard Investigation Board und einer unabhängigen Untersuchungsgruppe unter Leitung von James Baker übten harsche Kritik an Konzernführung und Sicherheitsstandards der Raffinerie.

### Ölplattform Deepwater Horizon
| \| Deepwater Horizon \| |
| Deepwater Horizon       |

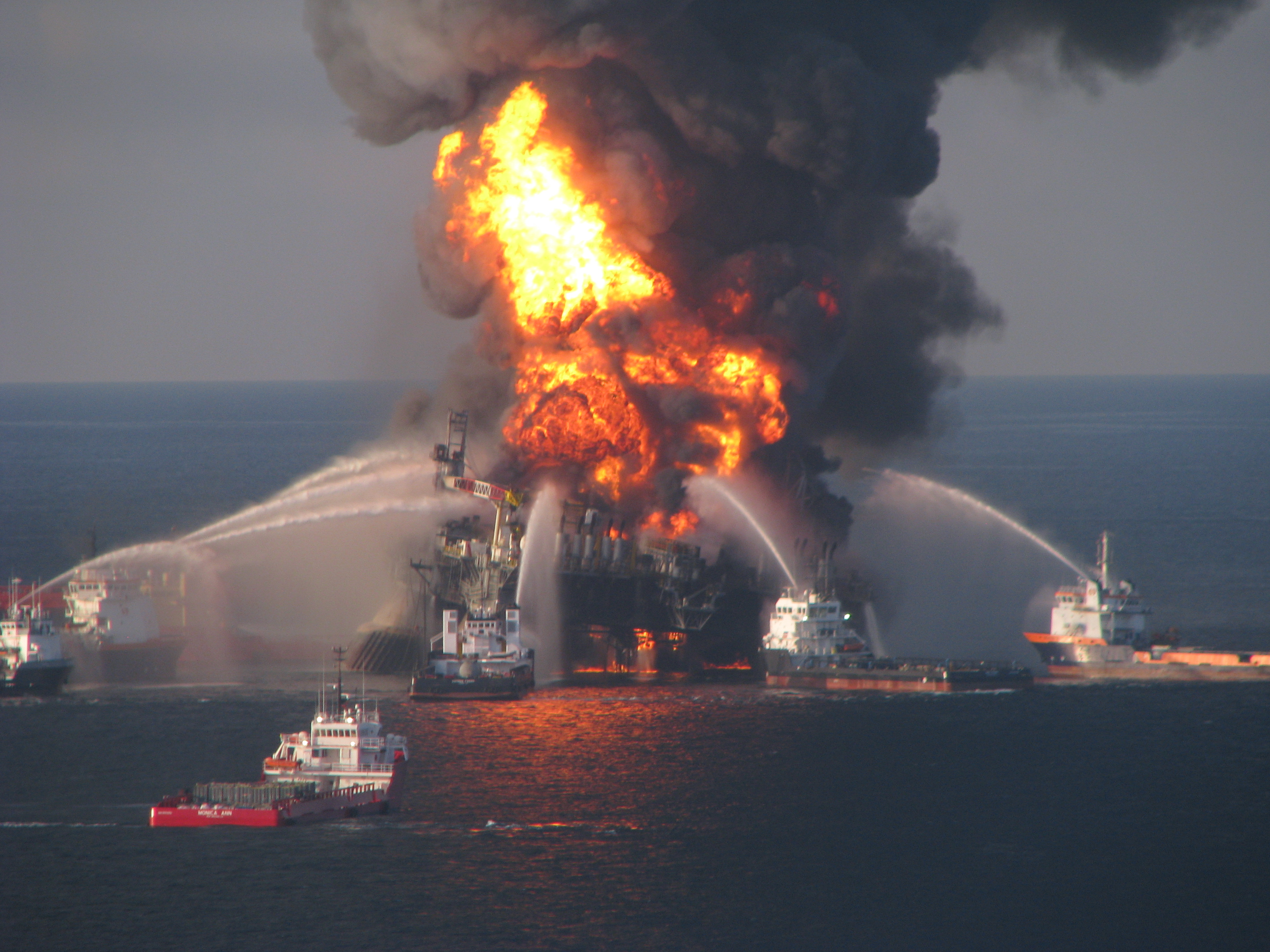
Deepwater Horizon in Brand

BP war Pächter der von Transocean betriebenen Bohrplattform Deepwater Horizon im Golf von Mexiko. Am 20. April 2010 ereignete sich eine Explosion, der ein Brand folgte. Am 22. April 2010 sank die Plattform. Unmittelbar nach dem Untergang der Plattform wurde der unkontrollierte Austritt von Öl beobachtet. Täglich traten dabei weit mehr als 5.000 Barrel (800.000 Liter) Öl aus. Während einer Anhörung des US-Kongresses wurde sogar von 95.000 Barrel (15.100.000 Liter) täglich gesprochen. Im US-Bundesstaat Louisiana wurde der Notstand ausgerufen. BP erklärte, das Unternehmen übernehme die volle Verantwortung für die Ölpest am Golf von Mexiko und werde für die Schäden des ausgetretenen Öls aufkommen. Interne Dokumente von BP zeigten, dass der Konzern schon 11 Monate vor der Katastrophe über erhebliche Sicherheitsprobleme informiert war.
Am 18. Juni 2010 entzog BP-Aufsichtsratschef Carl-Henric Svanberg dem Vorstandsvorsitzenden Tony Hayward mit sofortiger Wirkung das Krisenmanagement. Dieses übernahm BP-Manager Robert Dudley.
Laut Berechnungen von BP und einer Konzernveröffentlichung vom 25. Juni 2010 betragen die bis dahin aufgelaufenen Kosten der Ölpest knapp 2 Mrd. Euro (2,35 Mrd. USD), lt. Angaben Anfang Juli bereits 2,5 Mrd. Euro (3,1 Mrd. USD). Seit Beginn der Katastrophe hat sich der Wert der BP-Aktie etwa halbiert. Wegen der finanziellen Folgen der Katastrophe und des stark gefallenen Aktienkurses fürchtet der Konzern eine feindliche Übernahme, in britischen Regierungskreisen wird der Zusammenbruch des größten Unternehmens des Landes für möglich gehalten. Um dies zu verhindern, suchte der Konzern nach Investoren.
Am 19. Juli 2010 wurde gemeldet, dass Anwälte von Geschädigten der Katastrophe in den USA mindestens drei Klagen gegen BP unter dem RICO Act eingereicht haben. Dieser bezeichnet ein Bundesgesetz, welches ursprünglich gegen die Mafia gerichtet war, und falls BP danach verurteilt würde, würde sich, neben eventuell weiteren ausgesprochenen Strafen, die Schadensersatzsumme auf das Dreifache des tatsächlich entstandenen Schadens belaufen. Derzeit prüft das US-Justizministerium, ob der RICO Act in diesem Fall zur Anwendung kommt.
BP verunreinigte den Golf von Mexiko nach der Katastrophe mit mehreren Millionen Litern der umstrittenen Chemikalie Corexit, die als Dispergator die Sichtbarkeit des ausgetretenen Öles reduziert. Viele Reinigungsarbeiter und Küstenanwohner wurden durch Corexit gesundheitlich schwer geschädigt. BP ist personell mit der Herstellerfirma von Corexit verflochten, war über die toxische Wirkung der Chemikalie informiert und spielte die Gesundheitsgefährdung herunter.

### Vorwürfe der Menschenrechtsverletzung
Im Schwarzbuch Markenfirmen – Die Machenschaften der Weltkonzerne werden BP schwere Menschenrechtsverletzungen vorgeworfen, unter anderem „Finanzierung von Bürgerkrieg und Waffenhandel, Zerstörung der Lebensgrundlagen in Ölfördergebieten und Kooperation mit Militärregimen“. Nach Angaben der Autoren hat es nie eine Klage gegen das Buch gegeben, obwohl eine Änderung falscher Tatsachenbehauptungen juristisch leicht zu erwirken wäre.
Auch erwähnte 2010 die Neue Zürcher Zeitung Menschenrechtsverletzungen im Zusammenhang mit BP in Kolumbien, „wo Ureinwohner behaupten, sie seien auf illegale Art und Weise von ihrem Land vertrieben worden und das Unternehmen beschuldigen, 9000 Mordfälle begangen zu haben“. Laut Schwarzbuch Markenfirmen finanzierte BP in Kolumbien jahrelang die sechzehnte Brigade des Militärs.
Am 1. September 2010 wurden dem Aufsichtsratsvorsitzenden, dem scheidenden und neuen Geschäftsführer sowie dem verantwortlichen Management des Öl- und Energie-Konzerns BP/Großbritannien der Black Planet Award 2010 von der Stiftung Ethik & Ökonomie ethecon verliehen. Der Black Planet Award wird jährlich an Personen verliehen, die in herausragender Weise zu Zerstörung und Ruin des Blauen Planeten beigetragen haben. Im Umgang mit der Öl-Katastrophe im Golf von Mexiko im Sommer 2010 sieht die Stiftung eine bestürzende Missachtung und Verletzung menschlicher Ethik.

### Vorwurf der unsachgemäßen Entsorgung von Raffinerie-Rückständen
Die BP Gelsenkirchen GmbH kalkuliert nach eigenen Angaben 20 Millionen Euro für die jährliche Entsorgung von schwermetallhaltigen Rückständen, die bei der Herstellung von Benzin anfallen. 2018 konnte mithilfe von konzerninternen Dokumenten und Aussagen eines ehemaligen Mitarbeiters die mindestens seit 2011 stattfindende unsachgemäße Entsorgung dieser Raffinerie-Rückstände aufgedeckt werden. Um die teuren Entsorgungskosten einzusparen, wurde der giftige und krebserregende Sondermüll zu vermeintlich harmlosen Rußpellets umdeklariert und mittels eines Müllmaklers auf eine Deponie in Hünxe eingelagert. Mindestens 30.000 Tonnen wurden so unsachgemäß entsorgt. Kritik wurde auch gegenüber der Bezirksregierung Münster laut, welche das Verhalten des Konzerns ohne das Vorliegen eines Sicherheitsdatenblatts duldete. Bei dem nachfolgenden Prozess am Landgericht Bochum wurde auch das Vorgehen der Staatsanwaltschaft kritisiert. Es wurden lediglich zwei Männer aus der Entsorgungsbranche, welche die Rußpellets weiter gehandelt hatten, angeklagt. Der BP-Konzern wurde bisher nicht zur Verantwortung gezogen.

## Konsortien
Die BP ist als Konsortialführer in folgende Projekte involviert:
- Azerbaijan International Oil Consortium
- Baku-Tiflis-Ceyhan-Pipeline
- Südkaukasus-Pipeline

## Anteilseigner
Im Jahresbericht werden folgende Anteilseigner (Anteil am Grundkapital) aufgeführt:
| Anteil [%] | Anteilseigner                                      |
| ---------- | -------------------------------------------------- |
| 27,13      | JPMorgan Chase Bank N.A., als Lagerstelle für ADSe |
| 7,60       | Blackrock, Inc.                                    |
| 4,00       | The Vanguard Group, Inc                            |

Stand: Jahresende 2019
Allerdings ist zu beachten, dass JPMorgan lediglich als Lagerstelle für Aktien fungiert, die in den USA über ADS von vielen Investoren gehalten werden (daraus ergibt sich für JPMorgan keinerlei Mitbestimmung oder Dividendenberechtigung). Blackrock und Vanguard sind jeweils Fondsgesellschaften, die als solche die Aktien in Fonds für (Klein-)Investoren halten.

## Bücher
- BP Fifty Years in Pictures. A story in pictures of the development of the BP Group 1909–1959. London, British Petroleum Co, 1959.